# Битва при Чаттануге
Битва при Чаттануге (англ. Battle of Chattanooga) (24-26 ноября 1863) — одно из важнейших сражений Гражданской войны в США, состоявшееся на Западном театре боевых действий. Иногда называется Сражения при Чаттануге или Чаттанугская кампания.

## Предыстория битвы

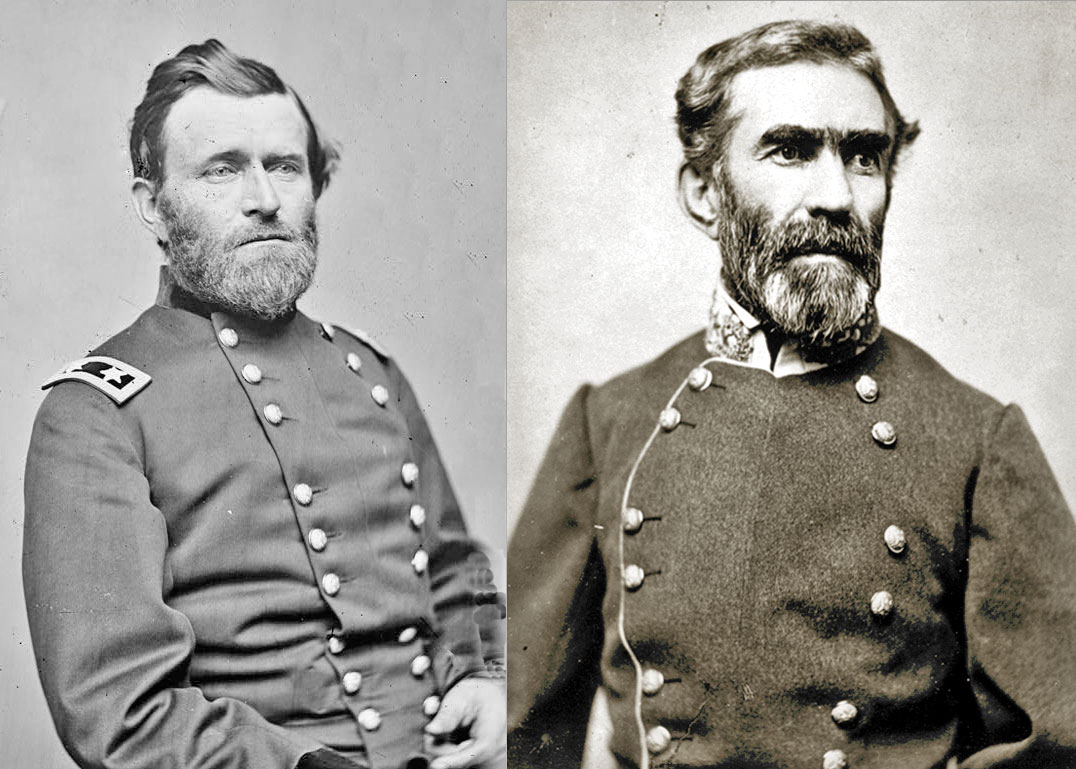
Генералы Улисс Грант и Брэкстон Брэгг

В сентябре 1863 года Камберлендская армия северян под командованием генерала Роузкранса, действовавшая на Западном театре военных действий, потерпела поражение в битве при Чикамоге (единственная крупная победа конфедератов на Западе, хотя по результату она была близка к сражению вничью). В результате армия Роузкранса была блокирована противником в районе города Чаттануга (штат Теннесси). Единственный раз в ходе войны южанам удалось блокировать полевую армию северян. Над осажденными войсками нависла угроза голода. В случае капитуляции Чаттануги, мог обрушиться весь Западный фронт северян.
Президент Линкольн немедленно принял срочные меры для деблокады армии северян в Чаттануге. С Восточного театра боевых действий были переброшены XI и XII корпуса Потомакской армии, состоящие из почти 20 000 ветеранов под общим командованием генерала Джозефа Хукера. В это же время по личному приказу Линкольна командование Западным фронтом (специально созданный Миссисипский округ) принял генерал Грант, уже одержавший над конфедератами ряд побед и зарекомендовавший себя как смелый и решительный полководец.
Грант посчитал нужным заменить командующего Камберлендской армией Роузкранса на генерала Джорджа Томаса, отличившегося в битве при Чикамоге. Под непосредственным руководством Гранта 26-27 октября войска Хукера отбросили немногочисленные части южан от реки Теннесси и, захватив в излучине две переправы, установили устойчивую коммуникацию с осажденной армией. Таким образом была создана линия снабжения осажденного города — так называемая «крекерная дорога» (так как по этой дороге действительно перевезли множество крекеров-основу солдатского рациона). Попытка южан перерезать «крекерную дорогу» оказалась безуспешной. Таким образом, по сути дела, осада Чаттануги была частично снята.
Одновременно Грант стягивал к Чаттануге все наличные силы: 15 ноября подошел 17-тысячный корпус генерала Шермана. В результате армия северян стала насчитывать около 61 000 человек. В то же время, 4 ноября, Брэкстон Брэгг совершил ошибку, отослав корпус генерала Лонгстрита на север, к городу Ноксвиллу. Причиной была взаимная неприязнь между генералами. В результате от армии в 64 500 солдат непосредственно под Чаттанугой у конфедератов осталось примерно 44 000 человек. Таким образом, федеральные войска получили численное преимущество, и армия Брэгга лишились лучших солдат-ветеранов Лонгстрита. На военном совете северян было принято решение на прорыв окружения и разгром противника.

## Битва при Чаттануге

### Сражение 24 ноября

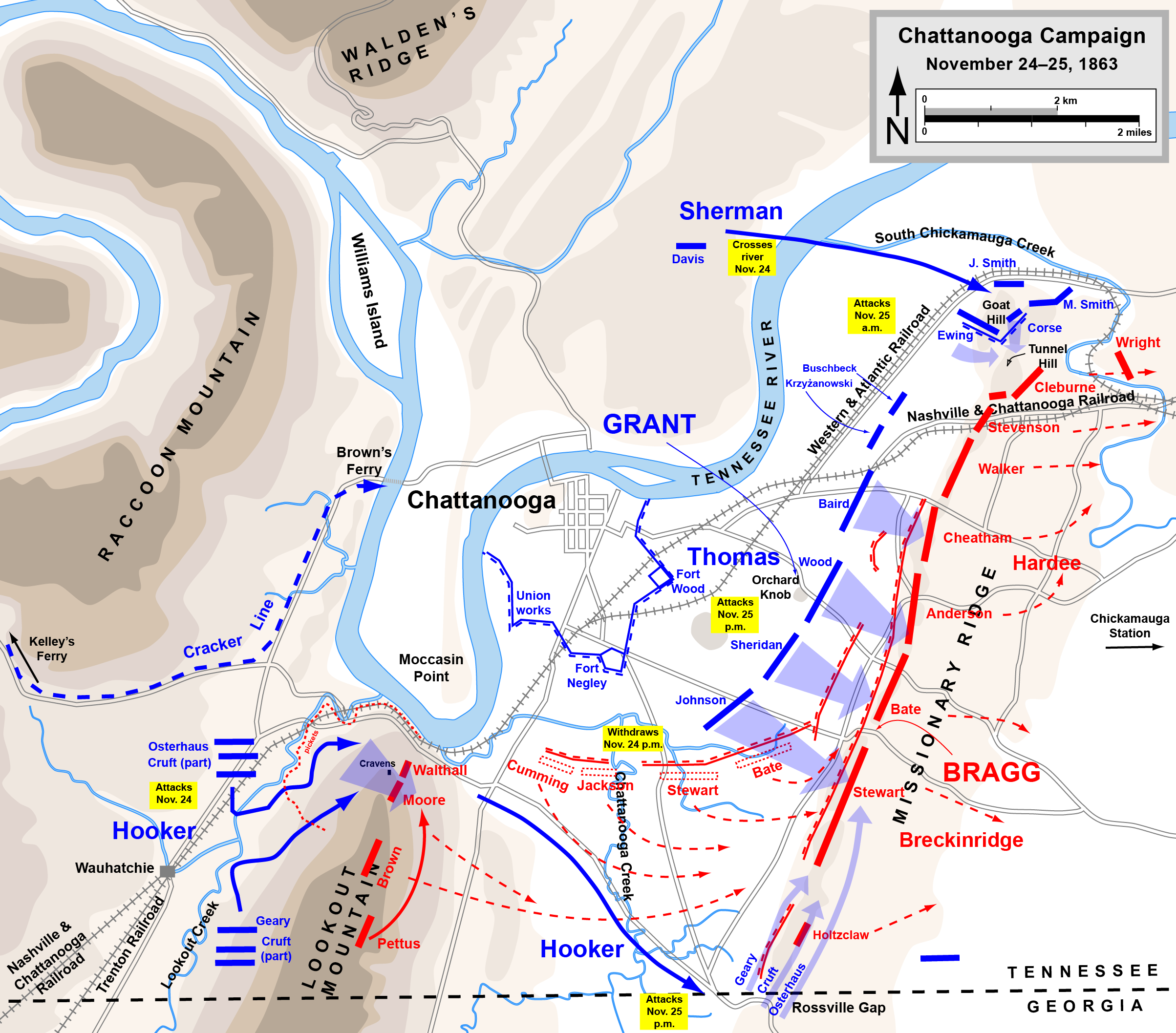
Битва при Чаттануге 24-25 ноября 1863 г.
Южане
Северяне

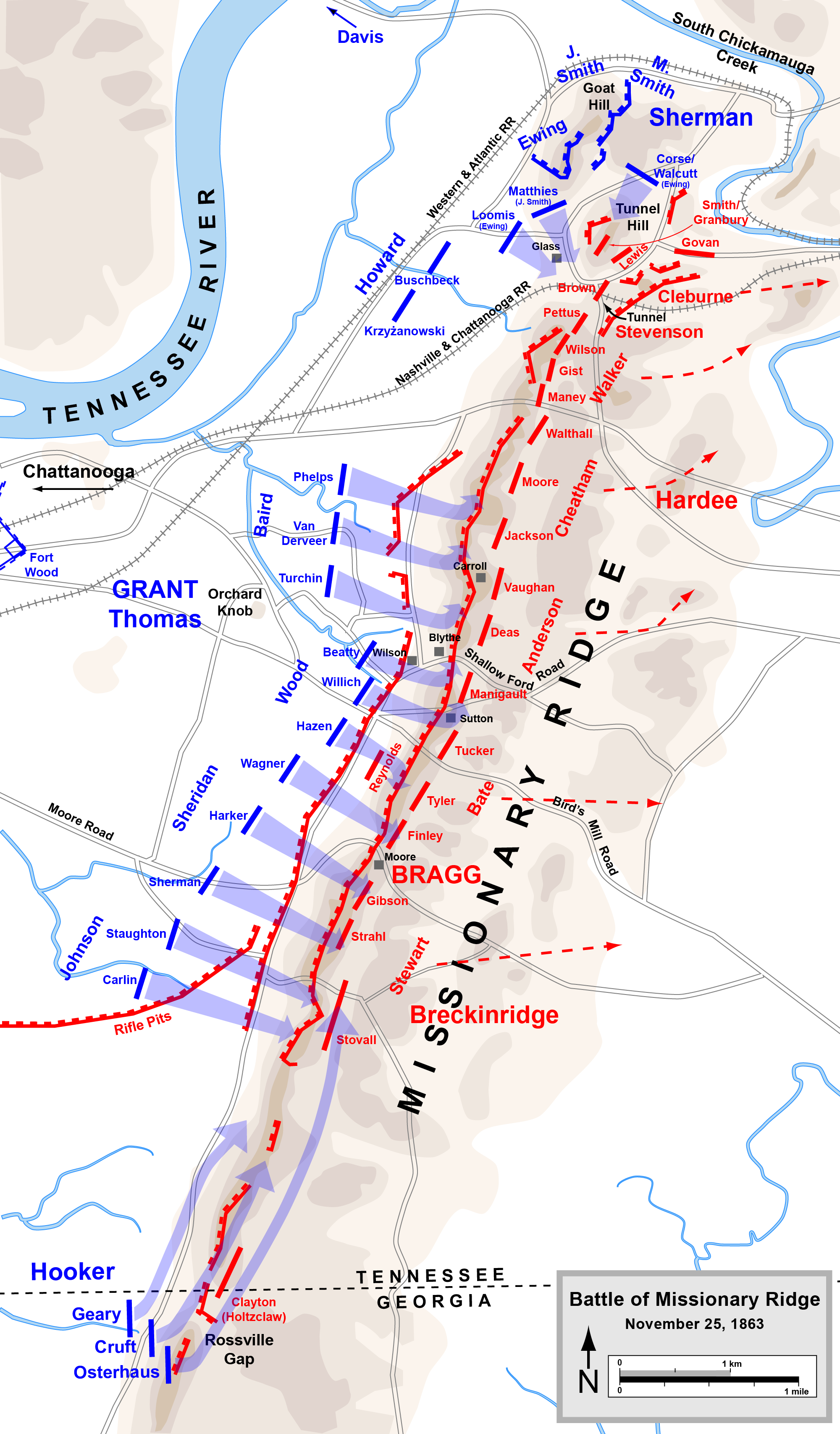
Битва за Миссионерский хребет 25 ноября 1863 г.
Южане
Северяне

24 ноября корпус Шермана, который ещё до этого прошел некоторое расстояние на север (якобы направляясь к Ноксвиллу для дезинформации противника), неожиданно переправился через Теннесси на восточный берег. После этого солдаты Шермана стремительно двинулись к Чаттануге и на рассвете 24 ноября неожиданно атаковали северную оконечность позиций южан на Миссионерском хребте. Неожиданность принесла свои плоды и конфедераты бежали почти без сопротивления. В тот же день корпус Томаса ударил на противника у юго-восточных окраин Чаттануги и вынудил южан отойти к тому же Миссионерскому хребту. Таким образом, город был деблокирован. Однако южане все ещё занимали сильные позиции у Миссионерского хребта, который простирается к востоку от Чаттануги с севера на юг, и продолжали угрожать федеральным войскам.

### Сражение 25 ноября
25 ноября северяне продолжили наступление. На северном фланге атакующие войска под командованием генерала Шермана наступали в узком ущелье и, оказавшись перед неприступными позициями южан, были вынуждены остановиться. Узнав об этом, действовавшие в центре войска Союза вообще не двинулись вперед. Эти неудачи были компенсированы успехом на южном фасе битвы. Конфедераты засели здесь на высокой горе под названием Дозорный (около 600 м над уровнем моря). Рано утром под прикрытием тумана солдаты корпуса Джозефа Хукера с большими трудностями из-за малой видимости, но зато незамеченными, вскарабкались на вершину и внезапно ударили по конфедератам. Не выдержав неожиданной атаки, южане обратились в бегство и ещё утром считавшаяся неприступной гора была захвачена. В бою за Дозорный северяне потеряли 408 человек, потери конфедератов составили 1251 человек, в том числе 1064 пленными и пропавшими без вести. Эта часть сражения получила название «битва над облаками», поскольку сражающиеся находились на большой высоте. В действительности облаков над Дозорной горой в этот день не было и наступление началось в густом тумане.

### Сражение 26 ноября
26 ноября наступил третий и последний день битвы. По приказу Гранта, северяне численностью в 24 500 человек обрушились на линию обороны противника, проходившую перед Миссионерским хребтом. Не выдержав натиска, конфедераты отошли на вершину хребта, где у них была вторая линия обороны. Несмотря на успех, солдаты Союза оказались под мощным огнём с вершины Миссионера, где находилось около 50 орудий. Тогда солдаты и младшие командиры без приказа командования пошли в стихийную атаку. В сложившейся ситуации это был единственно правильный выход, поскольку находясь на месте, силы Союза ничего не могли сделать, но при этом подвергались бы постоянному истреблению мощной вражеской артиллерией. Шесть дивизий (Шеридана, Вуда, Хейзена, Бэйрда, Джонсона, Уайтейкера), более 20 тысяч человек, невзирая на сильный огонь, устремились вверх по склонам. В отчаянии артиллеристы южан поджигали фитили у бомб и сбрасывали снаряды на атакующих, но и это им не помогло. В наступлении активное участие приняла бригада дивизии Бэйрда, которую возглавлял генерал Иван Васильевич Турчанинов (Джон Бэйзил Турчин). Турчанинов лично вел в бой своих солдат, его бригада одной из первых (по некоторым сведениям, первой) ворвалась на вершину хребта. Северяне захватили Миссионерский хребет и находившуюся там артиллерию южан, а южане в беспорядке откатились на восток. Вследствие крайной усталости войск активного преследования не велось. На этом трехдневное сражение завершилось.

## Итоги сражения
Всего в ходе сражения северяне потеряли 5 824 человека, из них 753 убитыми, 4 722 ранеными, 349 пропавшими без вести. Южане потеряли 6667 человек, из них 361 убитыми 2 160 ранеными и 4 146 пленными. Большое число пленных южан свидетельствовало о деморализации их армии. Несмотря на сравнительно небольшие потери, понесенные сторонами, победа при Чаттануге имела важнейшие стратегические последствия. Во-первых, была деблокирована и спасена от разгрома целая федеральная армия. Во-вторых, созданы предпосылки для дальнейшего наступления на Атланту и далее в глубь Конфедерации. Оно было предпринято Западной армией северян под командованием генерала Шермана в 1864 году, в результате чего Конфедерация была рассечена на две части.

## Интересные факты

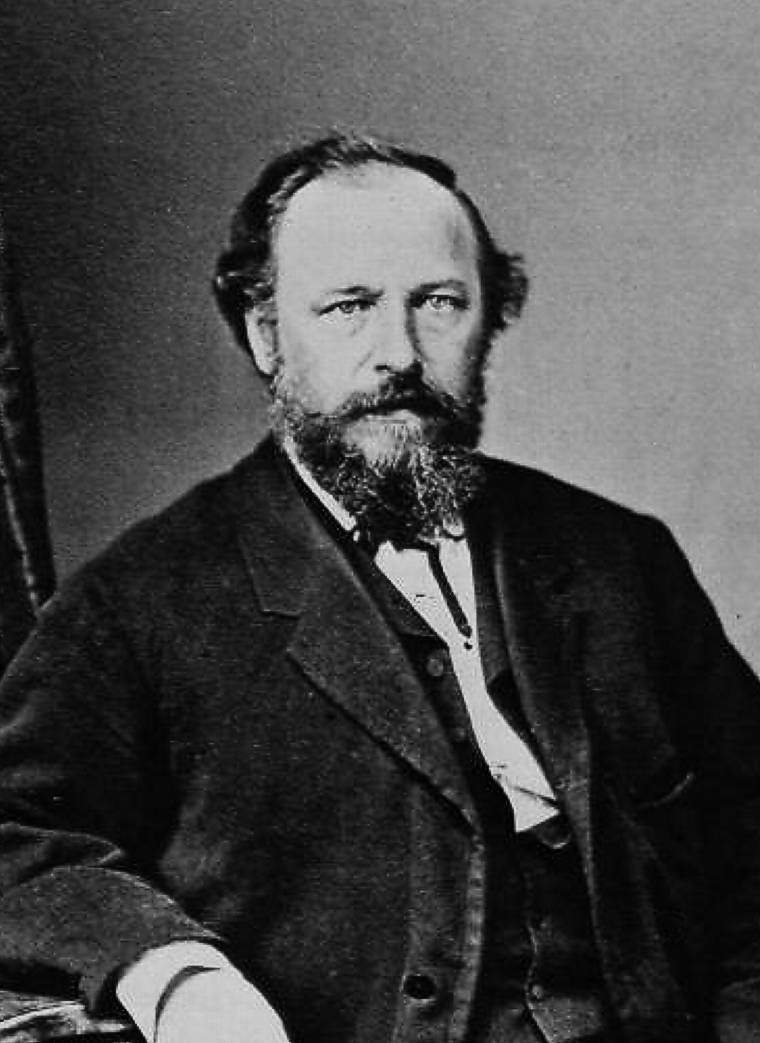
Бригадный генерал Иван Васильевич Турчанинов — один из героев битвы при Чаттануге

- Незадолго до сражения при Чаттануге, генерал Грант, объезжая аванпосты, оказался на берегу узкой (ширина несколько метров) речки Чаттануги, на другом берегу которой располагались пикеты южан. Когда офицер северян, увидев Гранта, крикнул: «Охрану командующему!», кто-то из находившихся на другом берегу южан в шутку крикнул: «Охрану командующему Гранту». Совершенно неожиданно, солдаты конфедератов выбежали из палаток и без всякой команды, встав по стойке смирно, отдали генералу салют. Растроганный Грант ответил им тем же. Гражданская война в США была, пожалуй, последней войной в мире, во время которой довольно часто соблюдалось рыцарское отношение к противнику.
- В битве при Чаттануге активное участие принял бригадный генерал Иван Васильевич Турчанинов (Джон Бэйзил Турчин), который эмигрировал в США из России. Он был одним из командиров, возглавивших атаку на Миссионерский хребет и лично вел своих солдат в бой.
- В битве при Чаттануге армией северян впервые в мире в военных целях была применена колючая проволока.
- В ходе сражения северяне захватили «леди Букнер» и «леди Брекенридж» — мощные орудия южан, носившие имена жен генералов Конфедерации.
- Поднявшись на вершину Миссионерского хребта, северяне тысячами голосов стали скандировать слово «Чикамога», в память о товарищах, павших в этой битве и в знак взятого реванша.